# Antti Siltavuori
Antti Sakari Siltavuori, född 20 maj 1943 i Jakobstad, är en finländsk industridesigner, möbelformgivare, författare och kurator. Han är sedan 1967 gift med industridesignern Barbro Kulvik.
Antti Siltavuori är specialiserad på formgivning inom tung industri. Han har formgett bland annat Valmets skotare, underhållsutrustning på Helsingfors-Vanda flygplats och Sisu Auto-lastbilar. I samarbete med Barbro Kulvik har han också ritat möbler.
1967-1985 var Antti Siltavuori knuten till Oy Sisu AB, som formgivare. 1985-1989 var han vice VD för Kulvik & Siltavuori Design Oy. Sedan 1989 leder han industridesignföretaget Arch Design Oy. Under perioden 1969-1971 var han ordförande för Teolliset muotoilijat TKO ry, en intresseförening för industriella formgivare. Bland hans uppdrag som styrelseledamot kan nämnas Suomen taideteollinen yhdistys (svenska: Konstflitföreningen i Finland ry) 1973-1991 och International Council of Societies of Industrial Design 1983-1987. 1973-1986 ingick han i redaktionen för publikationen Design in Finland.
År 1999 vann Antti Siltavuori och Barbro Kulvik tillsammans Kulturfonden för Sverige och Finlands kulturpris. 2001 delade de på priset Årets industridesigner.
Han är hedersmedlem i Onoma, ett andelslag hantverkare, formgivare och konstnärer, grundat 1996, vars medlemmar bor eller arbetar på Fiskars bruk i Raseborg.
Antti Siltavuori har kuraterat många utställningar. År 2012 då Helsingfors var världens designhuvudstad, arrangerade han en Tapio Wirkkala-utställning i Kristiansand i Norge. År 2015 kuraterade han tillsammans med Barbro Kulvik en utställning av Kyllikki Salmenhaaras keramik i [Fiskars].
År 2017 kuraterar Antti Siltavuori tillsammans med Barbro Kulvik utställningen Hundra år av finsk design, med föremål från Rafaela Seppälä-Forsbloms och Kaj Forsbloms samling. Finland firar hundra år av självständighet 2017 och denna utställning ingår i programutbudet för jubileumsåret.Utställningen äger rum i Nationalmuseets tillfälliga lokaler i Kulturhuset i Stockholm. Han ingår också i redaktionen för utställningskatalogen.
Antti Siltavuori och Barbro Kulvik har tillsammans skrivit flera designrelaterade böcker.